# Harold Caccia, Baron Caccia
Harold Anthony Caccia, Baron Caccia GCMG GCVO GCStJ (* 21. Dezember 1905 in Pachmarhi, Indien; † 31. Oktober 1990 in Builth Wells, Powys, Wales) war ein britischer Diplomat und Politiker, der unter anderem Hochkommissar der britischen Besatzungszone in Österreich sowie Botschafter in den USA war und 1965 als Life Peer aufgrund des Life Peerages Act 1958 Mitglied des House of Lords wurde.

## Leben

### Studium, Cricketspieler und Diplomat
Caccia entstammte einer Familie, die im 19. Jahrhundert aus politischen Gründen aus Italien nach England eingewandert war. Sein Vater war als hoher Beamter der britischen Forstverwaltung in Indien tätig. Nachdem er selbst die Schulausbildung am Eton College absolviert hatte, begann er ein Studium im Studiengang Philosophy, Politics and Economics (PPE) am Trinity College sowie am Queen’s College der University of Oxford. Neben seinem Studium und seiner anschließenden Berufstätigkeit spielte Caccia als Mitglied der Teams des Eton College 1924 sowie der Eton Ramblers zwischen 1925 und 1942 Cricket und gehörte während dieser Zeit zwischen 1928 und 1938 auch der Cricket-Mannschaft der Grafschaft Oxfordshire an. 1932 spielte er auch für eine Auswahlmannschaft des öffentlichen Dienstes.
Nach Abschluss des Studiums trat Caccia 1929 in den auswärtigen Dienst ein und war zunächst als Dritter Sekretär im Außenministerium (Foreign Office) tätig, ehe er zwischen 1932 und 1935 als Dritter Sekretär sowie zuletzt als Zweiter Sekretär an der Botschaft in der Republik China Verwendung fand. Nach seiner Rückkehr nach Großbritannien war er erst wieder Zweiter Sekretär im Foreign Office sowie anschließend von 1936 bis Februar 1938 stellvertretender Privatsekretär von Anthony Eden, dem damaligen Außenminister (Secretary of State for Foreign Affairs) in der Regierung von Premierminister Neville Chamberlain.
Nachdem Eden aus dem Kabinett Chamberlain zurückgetreten war, war er zunächst wieder Zweiter Sekretär im Außenministerium und danach seit 1939 Erster Sekretär an der Botschaft in Griechenland, ehe er 1941 als Erster Sekretär wiederum Verwendung im Foreign Office fand. Kurz darauf wurde er Mitarbeiter im Stab von Harold Macmillan, dem britischen Vertreter im Alliierten Hauptquartier (kurz AFHQ) im westlichen Mittelmeerraum, und bekleidete diese Funktion bis 1945.

### Aufstieg zum Botschafter und Oberhausmitglied
Nach Kriegsende fand Caccia verschiedene Verwendungen im Außenministerium und wurde für seine Verdienste 1950 zum Knight Commander des Order of St. Michael and St. George geadelt, weshalb er fortan den Namenszusatz „Sir“ führte.
1950 wurde er Nachfolger von General John Winterton als Hochkommissar der Britischen Besatzungszone in Österreich und bekleidete diese Funktion im Rang eines Botschafters bis zu seiner Ablösung durch Geoffrey Wallinger 1954.
Nach einer erneuten Verwendung als stellvertretender Unterstaatssekretär im Foreign Office wurde er 1956 (als Nachfolger von Roger Makins) Botschafter in den USA und übte dieses Amt bis 1961 aus, als er durch David Ormsby-Gore, den bisherigen Staatsminister im Außenministerium, abgelöst wurde. Zu Beginn seiner Amtszeit als Botschafter in den USA begann er mit einer Verbesserung der durch die Sueskrise von 1956 belasteten britisch-US-amerikanischen Beziehungen. Die Störung der Beziehungen begann, nachdem Großbritannien und Frankreich einer israelischen Intervention in Ägypten beitraten und Truppen zur Eroberung des Sueskanals entsandten, da es zuvor zur Verstaatlichung der mehrheitlich britisch-französischen Sueskanal-Gesellschaft (Compagnie universelle du canal maritime de Suez) durch den ägyptischen Staatspräsidenten Gamal Abdel Nasser gekommen war.
Nach seiner Rückkehr aus Washington, D.C. wurde Caccia 1961 als Nachfolger von Frederick Millar Ständiger Unterstaatssekretär des Außenministeriums (Permanent Under-Secretary of State for Foreign Affairs) und behielt dieses Spitzenamt bis zu seiner Versetzung in den Ruhestand sowie seiner anschließenden Ablösung durch Paul Gore-Booth 1965. Im Laufe seiner diplomatischen Laufbahn wurde er mehrfach ausgezeichnet. So wurde er 1957 als Knight Commander in den Royal Victorian Order aufgenommen, 1959 zum Knight Grand Cross des Order of St. Michael and St. George und 1961 zum Knight Grand Cross des Royal Victorian Order erhoben. Zudem war er Bailiff Grand Cross des Order of Saint John.
Zuletzt wurde Caccia durch ein Letters Patent vom 11. Mai 1965 aufgrund des Life Peerages Act 1958 mit dem Titel Baron Caccia, of Abernant in the County of Breconshire, zum Life Peer erhoben und gehörte damit bis zu seinem Tod dem House of Lords als Mitglied an.
Lord Caccia wurde 1965 Nachfolger von Claude Aurelius Elliott als Provost des Eton College und übte dieses Amt bis zu seiner Ablösung durch Martin Charteris, Baron Charteris of Amisfield 1978 aus.